# Nessus (Anneau-Monde)
Pour les articles homonymes, voir Nessus.
Nessus est un personnage de l'univers de l'Anneau-Monde de Larry Niven.
Appartenant aux Marionnettistes de Pierson, il dirige de la première expédition qui le mènera, ainsi que Louis Wu, Teela Brown et Parleur-aux-Animaux, à la découverte de l’Anneau-Monde.
Il en repartira avec une « tête » en moins à la suite d’une bataille avec des natifs du plat monde. Ce dernier se servant d’un fil liant initialement les panneaux d’ombre comme tranchoir. Il survivra à cette blessure grâce à l’autodoc amené dans son vaisseau.